# Kamina (territoire)
Le territoire de Kamina est une entité déconcentrée de la province du Haut-Lomami en république démocratique du Congo.

## Géographie
Il s'étend sur le centre et le sud de la province aux environs de la ville de Kamina.

## Histoire
Le territoire est issu des anciens territoires de Mato et Kinda par arrêté de l’Administration coloniale en 1945.

## Chefferie et secteur
Le territoire est divisé en une chefferies et un secteur. :
- Chefferie Kasongo-Nyembo
- Secteur -Baluba

## Population et langues
La langue majoritaire est le Kiluba.

## Économie
Modèle:Est plien en cuivre